# Lisa Frühmesser
Lisa Frühmesser-Götschober (* 14. März 1992 in Rottenmann) ist eine österreichische Politikerin (FPÖ), die von 2015 bis 2020 Mitglied im Wiener Gemeinderat und Landtag war.

## Leben und Karriere
Lisa Frühmesser wurde am 14. März 1992 in Rottenmann im Bezirk Liezen geboren und war in ihrer Kindheit und frühesten Jugend im Judosport aktiv und gehörte dabei dem ASKÖ-Judoclub Rottenmann an. Nach der Volksschule in Rottenmann besuchte sie das Stiftsgymnasium Admont, an dem sie im Jahre 2010 maturierte.
Von 2010 bis 2011 studierte sie Ernährungswissenschaften an der Universität Wien. 2011 wechselte sie ihre Studienrichtung und studierte fortan Rechtswissenschaften. Ab 2013 studierte sie wiederum Wirtschaftsrecht an der Wirtschaftsuniversität Wien. Von 2016 an studierte sie Rechtswissenschaften an der Universität Linz.
Nachdem sie bereits auf lokaler Ebene politisch aktiv gewesen war, wurde die Steirerin am 24. November 2015 als Abgeordnete in den Wiener Gemeinderat und Landtag gewählt und trat dort auch als Schriftführerin in Erscheinung. Zu diesem Zeitpunkt hatte sie die FPÖ-Bezirksleitung im 19. Wiener Gemeindebezirk Döbling inne. Des Weiteren war sie Mitglied der Landesparteileitung der FPÖ Wien und Mitglied der Bundesparteileitung. Darüber hinaus tritt Frühmesser als Mitglied des Wiener Drogenbeirates, des Beirates des Fonds Soziales Wien und der Wiener Gesundheitsplattform in Erscheinung. Seit 2015 gehörte sie im Wiener Gemeinderat dem Ausschuss für Europäische und internationale Angelegenheiten als Mitglied und den Ausschüssen für Kultur, Wissenschaft und Sport und für Petitionen und BürgerInneninitiativen als Ersatzmitglied an. Weiters war sie seit diesem Jahr Ersatzmitglied im Vorstand der Krankenfürsorgeanstalt der Bediensteten der Stadt Wien (KFA) im Wiener Gemeinderat und Ersatzmitglied im Unvereinbarkeitsausschuss des Wiener Landtags. Dem Ausschuss für Gesundheit, Soziales und Generationen des Wiener Gemeinderates gehörte sie ebenfalls von 2015 bis zum 26. Jänner 2017, als sie aus ebendiesem ausschied, an. Danach gehörte sie nun dem etwas umgeformten Ausschuss für Soziales, Gesundheit und Frauen als Mitglied an. Außerdem ist Frühmesser Mitglied im Kuratorium Wiener Jugendwohnhäuser, im Kuratorium Psychosoziale Dienste in Wien, sowie dem Kuratorium Wiener Pensionisten-Wohnhäuser (allesamt vom Wiener Stadtsenat).
2025 heiratete Frühmesser und trägt den Doppelnamen Frühmesser-Götschober.